# Engystomops puyango
Espèce
Engystomops puyango est une espèce d'amphibiens de la famille des Leptodactylidae.

## Distribution
Cette espèce est endémique d'Équateur. Elle se rencontre de 320 à 1 291 m d'altitude dans les provinces de Loja et de El Oro.

## Publication originale
- Ron, Toral, Rivera & Terán-Valdez, 2010 : A new species of Engystomops (Anura: Leiuperidae) from southwestern Ecuador. Zootaxa, no 2606, p. 24-49.